# Greg Ridley
Alfred Gregory Ridley (23. října 1947 Carlisle, Anglie – 19. listopadu 2003 Alicante, Španělsko) byl jedním z nejuznávanějších rockových baskytaristů v Anglii a zakládajícím členem úspěšné rockové skupiny Humble Pie . Jako teenager se stal účastníkem třetí britské rock and rollové vlny.

## Hudební kariéra
V začátcích své kariéry Greg Ridley hrával jako kytarista pod jménem Dino ve skupině "Dino & the Danubes", než se připojil ke skupině známé jako "Ramrods". Ridley a Mike Harrison založili v roce 1964 skupinu The VIPs, která hrála blues. Ke skupině se pak připojil kytarista Luther Grosvenor a americký hráč na klávesy Gary Wright, načež si v roce 1968 změnili jméno na Spooky Tooth. Spooky Tooth podepsali smlouvu s Island Records a nahráli dvě alba, It's All About Spooky Tooth (1968) a Spooky Two (1969).

## Diskografie

### VIP's
Singly
- She's So Good / Don't Keep Shouting at Me (UK RCA, 1964)
- Mercy Mercy / That's My Woman (1966)
- Wintertime / Anyone (CBS) (1966)
- I Wanna Be Free / Don't Let It Go (Island) (1966)
- Straight Down to the Bottom / In a Dream (Island) (1967)

Kompilace
- Live At Twen Club 1966 & More (1990)
- I wanna be free (1990)
- The Complete VIP's (2007) 2 CD

EP
- Stagger Lee / Rosemarie / Late Night Blues (1966) - With Keith Emerson on piano & organ
- What's that sound (For what it's worth) / Come on up / Think I'm going weird / Rome take away three ( 1967)

## Art
- Supernatural Fayri Tales (1967)

## Spooky Tooth
- It's all about (1968)
- Spooky Two 1969 )

## Humble Pie
Studiová alba
- As Safe as Yesterday Is (1969)
- Town and Country (1969)
- Humble Pie (1970)
- Rock On (1971)
- Smokin' (1972)
- Eat It (1973)
- Thunderbox (1974)
- Street Rats (1975)
- Humble Pie : The Scrubbers Sessions (1999) (Eagle Records) - Recorded in 1974 With Boz Burrell, Mel Collins & Ian Wallace
- Back on Track (2002)

Koncertní alba
- Performance Rockin' the Fillmore (1971)
- King Biscuit Flower Hour Presents: In Concert Humble Pie live 1973 (1995) (King Biscuit Entertainment)
- In Concert (1996) (King Biscuit Entertainment) - New edition of the first recording
- Performance Rockin' the Fillmore: The Complete Recordings (2013) (Omnivore Recordings) - 4-CD Boxset

## Spolupráce s ostatními umělci
- Marriott de Steve Marriott (1976) - s Ianem Wallacem
- Steve Marriott's Scrubbers de Steve Marriott ( 1996) - s Ianem Wallacem